# Lijst van burgemeesters van Hoboken (Antwerpen)
Hieronder een lijst van burgemeesters en districtvoorzitters van Hoboken, voor de fusie van Antwerpse gemeenten in 1983.
- ....-1807 : Huysmans, maire
- 1807-1809 : Joseph Charles Emmanuel van Ertborn, maire
- ....-1830 : Joseph Caron
- 1831-1878 : Petrus Josephus Lambrechts (liberaal), geneesheer en gedurende 47 jaar burgemeester van Hoboken, getrouwd met Rosalia Theresia Josephina Van de Raey.
- 1879-1882 : Kerselaers, waarnemend (katholiek)
- 1882-1885 : Jos Cop (katholiek)
- 1885-1891 : Jules Pauwels (katholiek)
- 1891-1896 : Charles-François Van de Perre (liberaal)
- 1896-1912 : Louis Coen (katholiek)
- 1912-1921 : Emiel Van Damme, waarnemend (liberaal)
- 1921-1939 : Richard Marnef (socialist)
- 1939-1976 : Victor De Bruyne (socialist)
  - 1942-1944 : Hoboken maakt deel uit van Groot-Antwerpen
- 1977-1982 : Emiel Vermeiren (socialist)

## Districtsvoorzitters en/of districtsburgemeesters (na 2000)
Op 1 januari 1983 werd Hoboken bij de stad Antwerpen gevoegd en werd een districtsraad opgericht. Vanaf 2000 werd de districtsraad officieel en rechtstreeks verkozen, en werd zoals in de andere Antwerpse districten een districtscollege en districtsvoorzitter (ook wel districtsburgemeester genoemd) aangesteld.
- 01-01-2001 - 31-12-2006: Marc Van Muylem, socialist SP sp.a
- 01-01-2007 - 31-12-2012: Johan Felix, socialist sp.a
- 01-01-2013 - heden: Kathelijne Toen, Vlaams-nationaliste N-VA